# Saúde (kommun)
Saúde är en kommun i Brasilien.   Den ligger i delstaten Bahia, i den östra delen av landet, 1 000 km nordost om huvudstaden Brasília. Antalet invånare är 11 847.
Omgivningarna runt Saúde är huvudsakligen savann. Runt Saúde är det ganska glesbefolkat, med 22 invånare per kvadratkilometer.